# La Der. L'Ultime Concert à l'Accorhotels Arena
Albums de Suprême NTM
Anthologie
(2018)
La Der. L'Ultime Concert à l'Accorhotels Arena est un album live du groupe de rap français Suprême NTM, sorti en 2021. Le concert a été enregistré les 22 et 23 novembre 2019 au palais omnisports de Paris-Bercy, après presque 10 ans d'absence sur les scènes françaises.
L'album sort en CD accompagné d'un DVD mais également en cassette audio et en double vinyle.

## Liste des titres

### CD
1. Intro
2. On est encore là
3. Qu'est-ce qu'on attend
4. C'est clair[N 1]
5. Pass pass le oinj
6. Tout n'est pas si facile
7. Affirmative Action
8. Come Again (avec Big Red)
9. Aiguisé comme une lame (avec Raggasonic)
10. Pose ton gun
11. Paris sous les bombes
12. Seine-Saint-Denis Style
13. Laisse pas traîner ton fils
14. C'est arrivé près d'chez toi (avec Jaeyez)
15. Police
16. Ma Benz (avec Lord Kossity)
17. Popopop !! (freestyle)
18. Qui paiera les dégâts ?
19. That's My People

### DVD
1. Intro[3]
2. On est encore là
3. Qu'est-ce qu'on attend
4. C'est clair
5. Pass pass le oinj
6. Tout n'est pas si facile
7. Affirmative Action
8. Come Again (avec Big Red)
9. Aiguisé comme une lame (avec Raggasonic)
10. Pose ton gun
11. Fallait k'sa bug (avec Busta Flex et Grain de Sable)
12. L'avenir est à nous (avec Busta Flex et Grain de Sable)
13. Show DJ's
14. Paris sous les bombes
15. Seine-Saint-Denis Style
16. Laisse pas traîner ton fils
17. C'est arrivé près d'chez toi (avec Jaeyez)
18. Police
19. An-Tet[N 2] (avec Tuco[N 3])
20. Ma Benz (avec Lord Kossity)
21. Popopop !! (freestyle)
22. Qui paiera les dégâts ?
23. Show DJ's 2
24. J'fais mon job à plein temps (avec Busta Flex)
25. Morenas (avec Lord Kossity)
26. Le son qui tue (avec Tuco[N 3]) / Freestyle de Zoxea
27. IV My People (avec Lord Kossity, Busta Flex et Zoxea)
28. Sur le drapeau (avec Sofiane)
29. That's My People
30. Fin
31. Générique[N 4]

Le DVD contient également un bonus, montrant les coulisses, réalisé par Stéphane Boée.

## Crédits
Sources : livret
- Suprême NTM : JoeyStarr et Kool Shen
- DJs : DJ Pone et R-Ash
- Invités : Busta Flex, Zoxea, Lord Kossity, Tuco, Jaeyez, Raggasonic (Big Red et Daddy Mory), Graindsable
- Danseurs : Pockemon Crew
- Réalisation du film : Stéphane Bohée
- Montage du film : Anthony Konate
- Mise en scène concert : Jérémy Lippmann
- Photographies : Nicolas Patault